# 필리핀 에어아시아의 운항 노선
2018년 1월 기준으로 필리핀 에어아시아는 다음의 노선을 운항 중이다.

## 운항 노선

### 아시아

#### 동아시아
- 대한민국
  - 서울 - 인천국제공항
  - 부산 - 김해국제공항
- 일본
  - 오사카 - 간사이 국제공항 - (2019년 7월 1일 신규취항)
- 중화인민공화국
  - 광저우 - 광저우 바이윈 국제공항
  - 상하이 - 상하이 푸동 국제공항
  - 항저우 - 항저우 샤오산 국제공항
- 마카오
  - 마카오 - 마카오 국제공항
- 홍콩
  - 홍콩 - 홍콩 첵랍콕 국제공항
- 중화민국
  - 타이베이 - 타이완 타오위안 국제공항

#### 동남아시아
- 말레이시아
  - 쿠알라룸푸르 - 쿠알라룸푸르 국제공항
  - 코타키나발루 - 코타키나발루 국제공항
- 베트남
  - 호치민 시 - 떤선녓 국제공항
- 싱가포르
  - 싱가포르 - 싱가포르 창이 국제공항
- 인도네시아
  - 자카르타 - 수카르노 하타 국제공항
  - 덴파사르 - 응우라라이 국제공항
- 필리핀
  - 루손섬
    - 마닐라 - 니노이 아키노 국제공항 허브
    - 클라크 - 클라크 국제공항
    - 푸에르토프린세사 - 푸에르토프린세사 국제공항
    - 타클로반 - 다니엘 Z. 로무알데즈 공항

  - 민다나오섬
    - 다바오 - 프란시스코 방고이 국제공항

  - 비자야스섬
    - 세부 - 막탄 세부 국제공항 허브
    - 일로일로 - 일로일로 국제공항
    - 칼리보 - 칼리보 국제공항
    - 타그빌라란 – 타그빌라란 공항

  - 보라카이섬
    - 말라이 - 고도프레도 P. 라모스 공항